# 高田敏子 (教育者)
高田 敏子（たかだ としこ、1892年4月10日 - 1974年4月1日）は日本の女子教育および英語教育を先駆的に推進した教育者。静岡県田方郡三島町（現在の三島市）出身。名前の表記は「敏」の例もあるが、戸籍上の表記は「敏子」。高田常三郎と常子の娘として生まれる。大正から昭和初期に「高田女塾」、「高田女学校」を、戦後は「日本キリスト会川崎教会・高田英語学園」を設立して、女性や子供の英語教育に終生献身した。姉の坂本真琴は大正・昭和期に日本の婦人参政権運動に尽力したことで知られる。

## 経歴
高田家は三島の裕福な士族で、敏子の父常三郎は画家を志し（画号常斎）、なおかつキリスト教に入信するなど、明治という時代にあっては大変開明的な家庭環境にあった。一家は敏子が生まれて間もなく神奈川県横浜に移住。敏子は姉の真琴ともに共立女学校（現在の横浜共立学園）に学び、姉に続いて敏子も1904年（明治37年）に洗礼を受ける。
1910年（明治43年）同校を卒業後、ジャパン・タイムス社にタイピストとして勤務する傍ら、英文学の勉学を続ける。1914年（大正3年）ハイドロリック・エンジン株式会社に転勤。翻訳、タイピスト等の仕事を続けながら、請われて夜間あるいは土曜日の午後に英語の個人授業を始める。
1919年（大正8年）退社し、東京麹町中六番町の自宅を改造し、実践的な英会話を教える私立の英語学校「高田女塾」を開設。英語、英会話、英文タイプライター科からなり、さらに「子供英語遊び学校」を併設していた。1923年（大正12年）9月1日の関東大震災では被災を免れ、麹町区元園町1丁目33番地に規模を拡大して移転。英文タイプライターやピアノを備えた本格的学校となる。
1929年（昭和4年）渡英して学校、幼稚園を視察。次いでアメリカに渡り、ボストンでイェール大学等を視察の後、オークランドカレッジに入学、次いでカリフォルニア大学に入学して英文学と児童心理学を学ぶ。
1931年（昭和6年）帰国。帰国後、高田女塾を「高田女学校」と改称。1934年（昭和9年）には、東京市麹町区元園町1の49番地に、上京した女性が安心して暮らせるようにと専用の寄宿舎を多額の借金をして建設した。1943年（昭和18年）文部省の勧告により高田女学校は閉鎖に追い込まれる。
1945年（昭和20年）3月10日、東京大空襲により学校施設は全焼。敏子は郷里の三島に疎開する。戦後、疎開先の三島市で、地元の教会を借りて英語学校を再開。1948年（昭和23年）弟夫婦の協力を得て、弟の妻が所有していた神奈川県川崎市内の土地に教会と住居を建設、高田英語学園を開設。子供のための英語教室、日曜学校、日曜礼拝を、友人の牧師や教師らの協力を得ながら進めた。1954年（昭和29年）敏子の建てた教会は正式に宗教法人の認可を得て、高田英語学園と共に、日本キリスト会川崎教会として今日に至っている。

## 引用・参考文献
- 加藤重1996年『凛として生きる－渡辺カネ・高田姉妹の生涯－』
  - ※2000年に晩聲社より『凛として生きる－渡辺カネ・高田敏子・坂本真琴の生涯－』と改題復刊。
- 横浜共立学園120年の歩み編集委員会1991「高田真琴（坂本真琴）・敏　姉妹」『横浜共立学園120年の歩み』学校法人横浜共立学園・神保勝世、146 - 147ページ。
- 『友情のかけ橋：高田敏子の生涯』エルシーK.フィールド著・波多野まち子訳、高田育英会刊。
- （原書タイトル）Field, Elsie Kimmell 1979 TOSHI TAKATA：LADY OF THE FRIENDSHIP BRIDGE :Kawasaki, Japan. Takata Scholarship Society.
  - 高田が第二次世界大戦後渡米した際に知り合った友人が著した伝記。